# Liar's Poker
Liar's Poker is een financiële thriller van Michael Lewis uit 1989. Het boek beschrijft de korte loopbaan van de auteur bij Salomon Brothers, destijds een financiële gigant. Terloops legt hij het bedrijfsmodel van de firma bloot. Het boek is ook vertaald in het Nederlands met als titel: Vuil spel.

## Opbouw
Het boek begint met een Voorwoord, dat gevolgd wordt door 11 hoofdstukken en een Nawoord. Tot besluit is een verklarende woordenlijst toegevoegd.

## Samenvatting
VoorwoordDe auteur legt uit dat hij heeft besloten het verhaal over Salomon Brothers  voortijdig  op te schrijven  omdat hij niet een van hen wil worden.
Hoofdstuk 1. Liar’s PokerAan het eind van een handelsdag in 1986 daagt CEO John Gutfreund van Salomon Brothers zijn favoriete handelaar John  Meriwether uit om een spel Liar's poker te spelen om 1 miljoen dollar. Laatstgenoemde troeft zijn CEO bij voorbaat af met zijn tegenvoorstel om dan maar om 10 miljoen dollar te spelen.
Hoofdstuk 2. Never Mention MoneyVia een kruiwagen belandt de auteur in de 5 maanden durende trainingsklas van Salomon Brothers met 126 anderen. De Glass-Steagall Act had in 1933 de Amerikaanse banken in tweeën gedeeld. Nutsbanken en Zakenbanken.  Reeds in  1982 had de auteur al eens tevergeefs na een studie kunstgeschiedenis geprobeerd bij de zakenbank Lehman Brothers binnen te komen. Daar werd hem gedoceerd nooit over geld te praten. Tot zijn genoegen denkt de auteur dat deze door hem gehate firma in 1983 aan zijn einde is gekomen.
Hoofdstuk 3. Learning to Love Your Corporate CultureSalomon Brothers was in de jaren zeventig van de vorige eeuw de belangrijkste obligatiehandelaar. Door het beleid van bankpresident Paul Volcker werd de geldhoeveelheid gereguleerd maar het rentepercentage werd op zaterdag 6 oktober 1979 losgelaten. Dat gaf veel grotere omzetten en casinoachtige speculatie op de obligatiemarkt, waar Salomon Brothers domineerde. De omzetten en daarmee de uitstaande obligatieleningen namen in zes jaar toe met een factor 20.
Hoofdstuk 4. Adult EducationNa een afgeronde studie economie in London belandt Michael via een kruiwagen in de klas van 1985. 127 Potentiële bankiers worden in 5 maanden intern klaargestoomd voor het echte werk bij Salomon Brothers. Obligaties gaan inmiddels boven aandelen. Op 1 mei 1975 was door het invoeren van vrije bemiddelingstarieven de aandelenhandel een armzalige bezigheid geworden. Handelaren staan weer boven verkopers. Maar de nieuwe koning van Salomon Brothers is Lewis(Lewie) Ranieri. Laatstgenoemde heeft zichzelf geleerd individuele hypotheken samen te bundelen.
Hoofdstuk 5. A Brotherhood of HoodsHypotheekjongens zijn dik bij Salomon Brothers. Hypotheekrenteaftrek had ook in de Verenigde Staten de huizenmarkt doen exploderen. De Spaar&Leenbanken liepen op hun tenen. Bij Salomon Brothers huurt Bob Dall zijn opvolger in, Lewie Ranieri. Die bouwt hypotheken om tot verhandelbare obligatieleningen. Er komt een onderzoeksafdeling voor hypotheken. In 1984 maakt de hypotheekafdeling bij Salomon Brothers meer winst dan alle andere zakenbanken in New York samen. In 1981 hadden de partners van Salomon Brothers dan al hun bedrijf verkocht aan Philip Brothers. Daarop veranderde de risicohouding van de leiding van het bedrijf. Met het geld van de aandeelhouders werden nu grotere risico's genomen, want de partners hadden hun miljoenen veilig op de bank staan.
Hoofdstuk 6. The Fat Men and Their Marvellous Money MachineIn oktober 1981 dreigen duizenden Spaar&Leenbanken om te vallen. Allemaal kloppen ze aan bij Lewie Ranieri om hulp. Ze mogen inmiddels van de centrale overheid verliezen bij de verkoop van hun hypotheken aan Salomon Brothers, aftrekken van hun winsten tot 10 jaar uit het verleden. Lewie heeft inmiddels raketgeleerden aangetrokken om de aangeboden hypotheekleningen te kwalificeren wat betreft looptijd, aflossing en rentebetalingen. Onder hen is Howard Rubin, die een jaar lang Blackjack speelde in Las Vegas. Hij weet door te tellen het casino te verslaan. Maar omdat de handelaren bij Salomon Brothers worden onderbetaald, vertrekt hij als eerste naar Merrill Lynch. De snelle rentedaling op overheidsobligaties vanaf 15,25% maakt de hypotheekportefeuille van Salomon Brothers een goudmijn.
Hoofdstuk 7. The Salomon DietDe in 1983 verpakte hypotheken, de CMO’s, de collateralized mortgage obligations, verpesten langzamerhand de winstmarges voor Salomon Brothers. Doorverpakte hypotheken worden begrijpelijker voor investeerders en daarmee de winstmarges smaller. De ingenieurs sleutelen nog wel verder en splitsen de rentebetalingen van het terugbetalen van de hoofdsom.(IO&PO). Bij Salomon Brothers vechten onder CEO John Gutfreund de heren Lewis Ranieri, Bill Voute en Tom Strauss elkaar de tent uit. Howard Rubin bezorgt zijn nieuwe baas Merrill Lynch een strop van 250 miljoen dollar met IO’s en PO’s. Op 16 juli 1987 wordt Ranieri ontslagen door CEO John Gutfreund. Hij mag het gebouw op staande voet niet meer in. December 1988 zal Bill Voute ontslag nemen.
Hoofdstuk 8. From Geek to ManVan december 1985 tot februari 1988 werkte Michael Lewis als verkoper in het Londense kantoor van Salomon Brothers. De kantoorruimte en het aantal medewerkers explodeerden in die tijdspanne. Michael ontwikkelde zich al snel van een “geek”, groentje, tot een man, Michael. Hij had een informele mentor in Londen, ene Dash Riproch, die hem de juiste stijl van een verkoper leerde. In New York op de vermaarde 41e handelsvloer zat de anonieme “Alexander”, die hem leerde de “wat als vragen” te stellen. Wat koop je als Tsjernobyl is ontploft?, wat als Japan yens gaat bijdrukken? Omdat Michael nu vaak de antwoorden weet op bepaalde gebeurtenissen neemt zijn prestige snel toe. Hij weet in 95% van de gevallen hoe het verdergaat. Hij wordt zo niet alleen een man maar zelfs het allerhoogste: “The Big Swinging Dick”, als hij een gedoemde lening(O&T-Bonds) netjes weet te slijten. Alle toplui van de firma bellen zijn Londense telefoon. Het verkopen in New York en Londen vindt plaats onder het principe van: Caveat emptor.
Hoofdstuk 9. The Art of WarAlexander&Michael construeren een warrant product op de Duitse rente. Een vicepresident, de Opportunist, bemoeit zich ermee en gaat met de eer strijken. Vervolgens maakt Michael een identieke “Japanse-warrant”, waarmee hij de Opportunist aangeeft een imitator te zijn. Het hoofd van de Londense handelsvloer heeft het allemaal zien gebeuren en ze grijpt de opportunist bij zijn ballen. Hij krijgt geen bonus en verlaat de firma. In zijn eerste jaar krijgt Michael 45.000 dollar betaald plus een identieke bonus. Hebzucht steekt de kop op bij Michael. De meeste collega’s met enige ervaring in Londen vertrekken bijna allemaal naar beter betalende concurrenten.
Hoofdstuk 10. How Can We Make You Happier?Bedrijven Opkoper Ronald Perelman probeert met hulp van Michael Milken en de firma Revlon Salomon Brothers over te nemen. Michael Milken heeft een vete met John Gutfreund. Hij koopt veel bekwame bankiers van Salomon Brothers weg met extravagante salarissen. Intussen verliest Salomon Brothers 107 miljoen dollar op een afgeblazen nieuwbouwproject in New York en in Londen wordt 100 miljoen dollar kwijtgespeeld. De hypotheek afdeling wordt opgedoekt. Intussen weet Michael Milken alles van het Amerikaanse bedrijfsleven. Zo weet hij als geen ander welk rentepercentage het lagere bedrijfsleven kan betalen. Dat zijn de firma’s die niet als eersteklas bekendstaan en zo vrijwel verstoken waren van leningen. Bij aandelen is handel met voorkennis verboden, bij obligaties niet. Hier verdient Michael Milken zijn fortuin met zijn zogenaamde Junk bonds, de rommelobligaties. Hij huurt ook nog eens mannetjes in om bedrijven aan te vallen, waaronder Ronald O Perelman, omdat hij nu eenmaal omkomt in het geld. Het in stukken knippen van bedrijven kan heel fortuinlijk zijn. Michael Lewis heeft aan de London School of Economics geleerd dat aandelenwaarderingen efficiënt zijn. Hij ziet in de praktijk echter dat dit vaak niet klopt. Intussen ruikt Salomon Brothers ook de hoge buit bij bedrijfsovernames. De fee’s zijn voor de zakenbankiers die de transactie begeleiden. Maar eerst wordt de aanval op de eigen firma afgeslagen. Superbelegger Warren Buffett schiet te hulp met een 700 miljoen dollar lening tegen 9%, die wat betreft Warren Buffett converteerbaar is in Salomon Brothers aandelen.
Hoofdstuk 11. When Bad Things Happen to Rich PeopleSalomon Brothers gaat in Junk Bonds en sluit de afdeling van de gemeenteobligaties en de gehele geldmarktafdeling. Een anonieme zegsman vertelt de New York Times dat er duizend man uitgaan bij de firma. Dan treedt ook nog op 19 oktober 1987 de crash op die bekendstaat als “Black Monday”. De firma wint 27 miljoen door een shortpositie op de beurs van een handelaar. Iedereen vlucht in cash maar de geldmarktafdeling bij Salomon Brothers is opgedoekt. Met andere zakenbankiers heeft Salomon Brothers nog wel een positie in British Petroleum, dat voor minus 100 miljoen dollar in de boeken staat. Zakenbanken proberen de Britse Overheid onder druk te zetten, die ze de aandelen heeft verkocht, om ze terug te kopen maar dat is tevergeefs. De Britten zijn niet onder de indruk van het argument dat de financiële wereld anders zal instorten. De 250 studenten kunnen blijven bij Salomon Brothers, maar verdwijnen grotendeels in de BackOffice. De firma is gered door Warren Buffett. John Gutfreund koopt 300.000 eigen aandelen in en vele medewerkers, waaronder Michael Lewis volgen hem. Hij krijgt in zijn tweede jaar 225.000 dollar(165.000 bonus) en ze willen hem best meer betalen als hij maar wil blijven. Maar hij vertrekt twee maanden later.
EpiloogMichael Lewis houdt zijn aandelen Salomon Brothers maar vertrekt bij de firma. Hij is weer een vrij man.